# Biblioteca Nacional de Rusia
La Biblioteca Nacional de Rusia, (en ruso, Российская Национальная Библиотека) en San Petersburgo, Rusia, deriva de la antigua Biblioteca Imperial fundada por Catalina la Grande en 1795, que poseía entre sus fondos la biblioteca privada de Voltaire, entre otras. Cuenta con treinta y cinco millones de documentos, entre los cuales, 15 millones de libros, lo que hace de ella la segunda más importante de Rusia, tras la Biblioteca Estatal de Rusia en Moscú. Es depósito legal para las publicaciones en Rusia. Sus criterios bibliográficos son básicamente los de coleccionar materiales sobre la historia, cultura y literatura rusa y materiales científicos y eruditos en otras lenguas.
Durante el siglo XIX, fue la principal colección bibliotecaria del Imperio Ruso; desde 1814, había sido abierta al público, y se situó en un bello edificio en la Nevsky Prospekt, posteriormente ampliado. Con la Revolución comunista de 1917, cedió su preeminencia a la Biblioteca Estatal de Rusia de Moscú, ciudad que volvió a ostentar la capitalidad. Desde 1932 a 1992, se llamó Biblioteca Pública Saltykov-Schedrín. Con el añadido de otros edificios y la construcción de nuevos equipamientos, la Biblioteca Nacional de Rusia es hoy en día una de las más notables de Europa y del mundo, por el número de sus fondos y por la calidad de los mismos, que incluyen desde importantes manuscritos bíblicos hasta incunables y obras impresas renacentistas y barrocas.

## Referencias

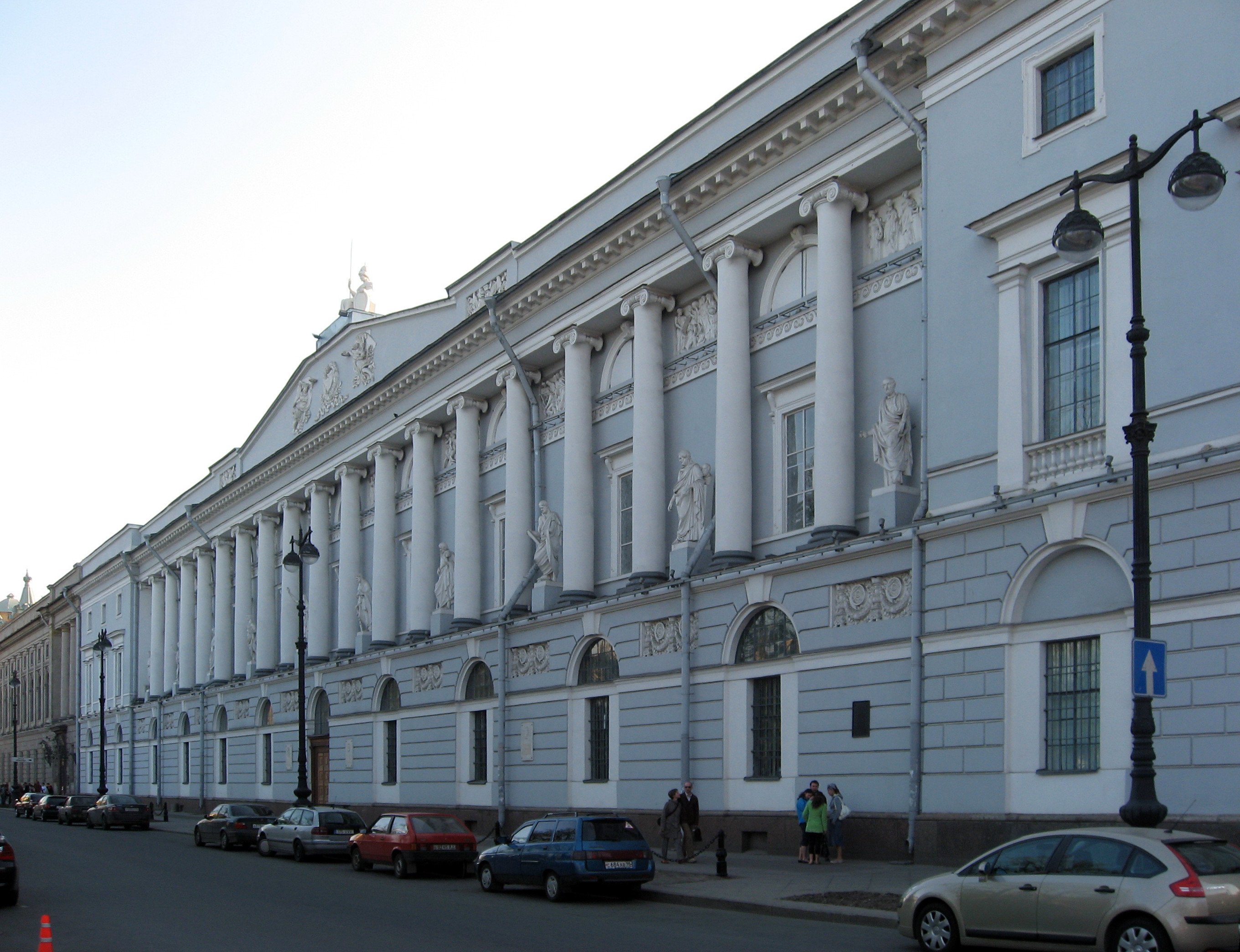
Edificio principal de la Biblioteca Nacional del arquitecto Carlo Rossi